# Spercheiós Potamós
Spercheiós Potamós är ett vattendrag i Grekland. Det ligger i den centrala delen av landet, 140 km nordväst om huvudstaden Aten.